# Idaea adversata
Idaea adversata là một loài bướm đêm trong họ Geometridae.